# Apamea inchoans
Apamea inchoans är en fjärilsart som beskrevs av Walker 1865. Apamea inchoans ingår i släktet Apamea och familjen nattflyn. Inga underarter finns listade i Catalogue of Life.